# Anisota stigma
Anisota stigma este o specie de Molie din familia Saturniidae. Este răspândită din statul Massachusetts și sudul Ontario până în Florida, vestul Minnesota, Kansas și Texas.

## Descriere

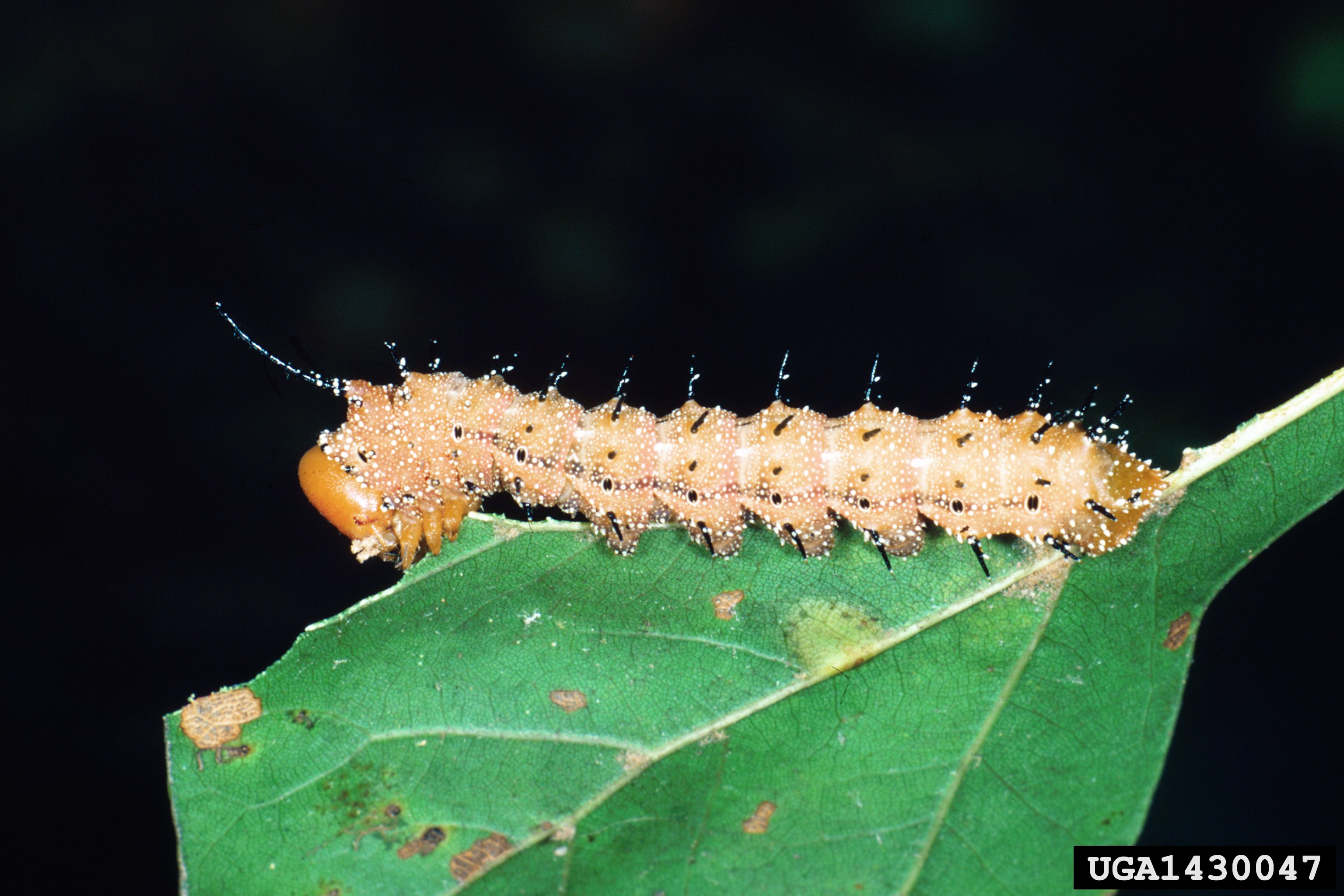
Larvă

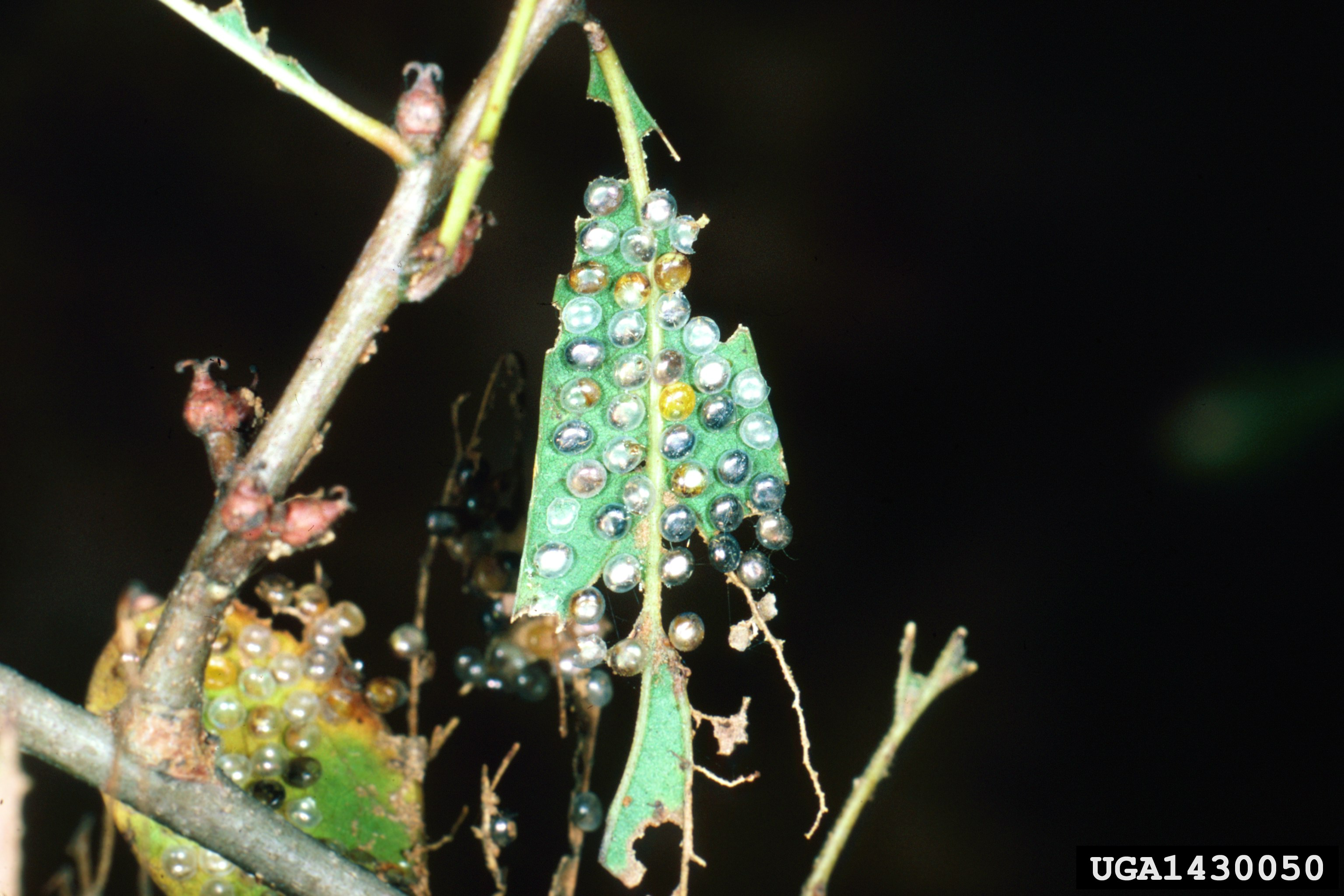
Ouă

Anvergura este de aproximativ 45 mm.
Larvele au ca principală sursă de hrană stejarul, dar au fost observate și pe alun și tei.